# Catedral de San Martín (Vescovato)
La catedral de San Martín o procatedral de San Martín y también iglesia de San Martín (en francés: Cathédrale Saint-Martin; Pro-cathédrale Saint-Martin de Vescovato) es una iglesia católica de Francia erigida en la pequeña localidad de Vescovato, en la isla de Córcega.
Fue la sede de un obispado católico entre 1440 y 1570. La catedral es ahora la iglesia parroquial de San Martín.
El obispo de Mariana construyó la iglesia aquí en 1380. Después de que la iglesia se había ampliado y adornado en 1436 la sede de la diócesis de Mariana se trasladó de su antigua ubicación en la catedral de Lucciana a Vescovato en 1440. Fue transferida sin embargo en 1570 a la catedral de Bastia. Todos los obispados católicos de Córcega fueron suprimidos en favor de la diócesis de Ajaccio en 1801.
De la arquitectura románica aún conserva alguna parte, pero tiene un estilo predominamnente barroco. San Martinu como también es conocida la iglesia localmente fue construida en el sitio de una capilla medieval que existía antes de la fundación del pueblo que fue construido alrededor de él, formando de hecho el corazón de la ciudad. Demasiado pequeña para dar cabida a los fieles, fue ampliada hasta 1440. Su campana fue bendecida solemnemente el 9 de julio de 1928 por monseñor Jean Marc Rodie, obispo de Ajaccio.
Los obispos de Mariana hicieron de ella su residencia de verano entre 1269 y 1570.

## Véase también

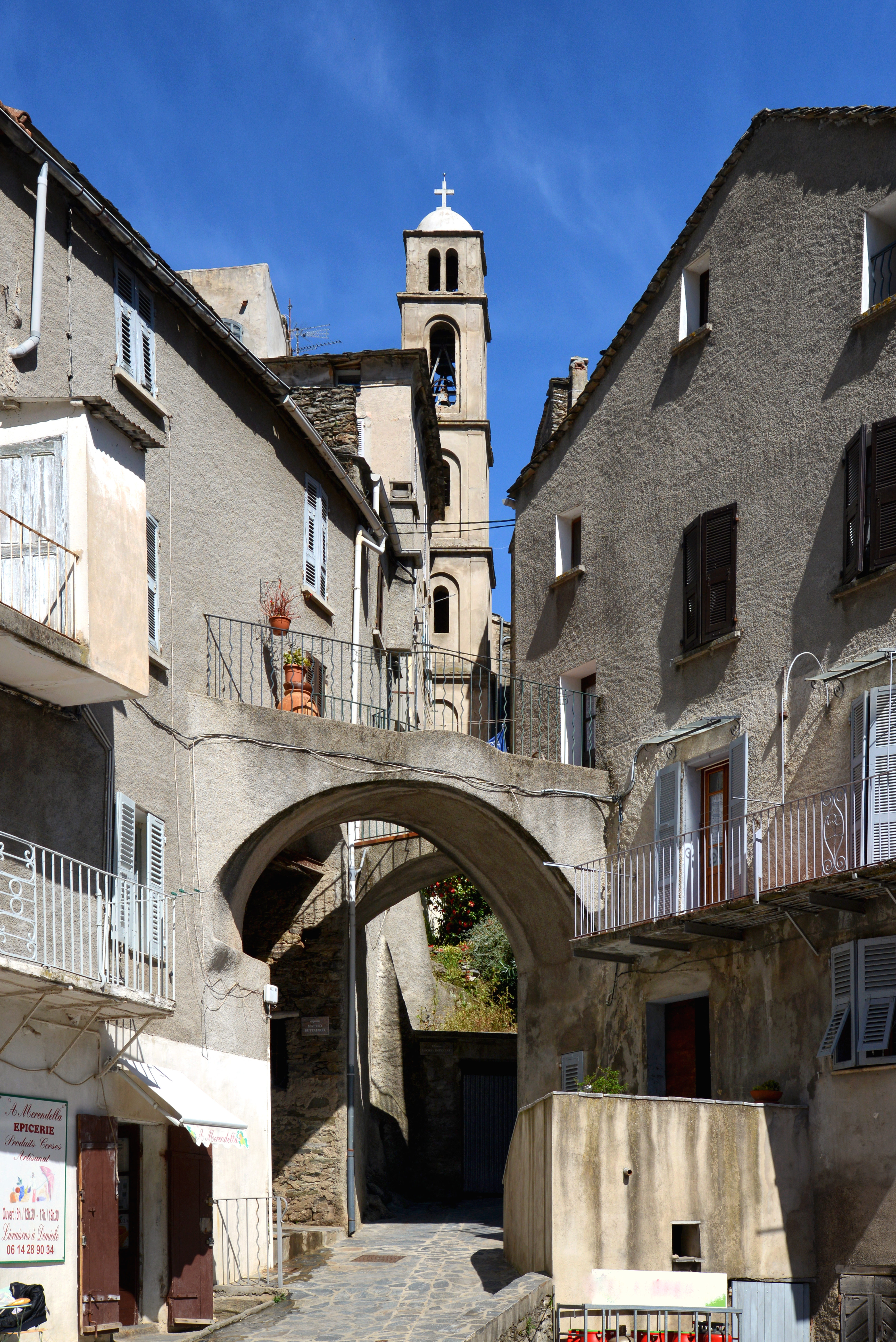
Otra vista